# Serbische Badmintonmeisterschaft 2024
Die Serbische Badmintonmeisterschaft 2024 fand vom 11. bis zum 12. Mai 2024 in Belgrad statt.

## Medaillengewinner
| Disziplin    | Gold                          | Silber                    | Bronze                            |
| ------------ | ----------------------------- | ------------------------- | --------------------------------- |
| Herreneinzel | Luka Milić                    | Andrija Doder             | Viktor Petrović                   |
| Herreneinzel | Luka Milić                    | Andrija Doder             | Sergej Lukić                      |
| Dameneinzel  | Marija Sudimac                | Sara Lončar               | Sanja Perić                       |
| Dameneinzel  | Marija Sudimac                | Sara Lončar               | Teodora Latas                     |
| Herrendoppel | Viktor Petrović Mihajlo Tomić | Andrija Doder Luka Milić  | Aleksandar Jovičić Borko Petrović |
| Herrendoppel | Viktor Petrović Mihajlo Tomić | Andrija Doder Luka Milić  | Igor Bjelan Sergej Lukić          |
| Damendoppel  | Sara Lončar Marija Sudimac    | Sanja Perić Anđela Vitman | Nina Bogdanović Miona Filipović   |
| Damendoppel  | Sara Lončar Marija Sudimac    | Sanja Perić Anđela Vitman | Andrea Bogojević Teodora Latas    |
| Mixed        | Mihajlo Tomić Anđela Vitman   | Andrija Doder Sara Lončar | Igor Bjelan Milica Barbir         |
| Mixed        | Mihajlo Tomić Anđela Vitman   | Andrija Doder Sara Lončar | Luka Milić Teodora Latas          |